# اللامساواة بين الجنسين في أوكرانيا
تشير اللامساواة بين الجنسين في أوكرانيا إلى اللامساواة الاقتصاديَّة والاجتماعيَّة والسياسيَّة والتعليميَّة التي يتعرَّض لها الأفراد في أوكرانيا بسبب نوعهم الاجتماعي. ذكرت تقارير عدة مساس هذه القضية لكافة جوانب المجتمع الأوكرانيّ؛ إذ يعدّ التمييز ضد المرأة جزءًا لا يتجزء من الحياة اليوميَّة في أوكرانيا. ترجع الأسباب الجذريَّة الكامنة خلف وضع النساء الأوكرانيات إلى المواقف القائمة على المنظومة الذكوريَّة والصور النمطيَّة الجندريَّة المتجذرة في الثقافة الأوكرانيَّة التقليديَّة تجذرًا عميقًا. كذلك أدَّى ضعف سيادة القانون، وضعف الصلاحيات التي تتمتع بها المؤسسات الاجتماعيَّة، وغياب الإرادة السياسيَّة، إلى تفاقم حال البيئة الثقافيَّة في أوكرانيا.
لا يحظى الرجال بنفس الحقوق الإنجابيَّة التي تتمتع بها النساء على غرار حق الإجهاض القانوني، وقلَّما يفوز الرجال بحضانة الأطفال.
سعت الحكومة الأوكرانيَّة إلى وضع تشريعات مختلفة، ولا سيما في ما يتعلق بالتمييز على أساس النوع الاجتماعي على الصعيدين المؤسساتي والشخصي، وجاء ذلك تجاوبًا مع المخاوف المعلنة حيال هذا الأمر. غير أن التطبيق الفعلي للنظام القانوني وإنفاذ القانون كان غير كاف. وما زالت النساء الأوكرانيَّات تواجهن ضروبًا مختلفة من التمييز (القانوني والسياسي.. إلخ). يؤثر هذا التمييز على جوانب عديدة من حياتهن اليومية، بدءًا من الجانب المهني، ووصولًا إلى قضايا الصحة. كذلك أفضى التمييز إلى ارتفاع معدلات العنف الموجَّه ضد المرأة.
منع الرجال ممن تراوحت أعمارهم ما بين الثامنة عشر والستين عامًا من مغادرة أوكرانيا خلال الغزو الروسي للبلاد في عام 2022، وهو ما يعني أن الرجال كانوا إحصائيًا معرضين لمخاطر أكبر (الموت والإصابة). أجبر الرجال والنساء على حد سواء على الالتحاق بصفوف الجيش الاحتياطي خلال فترة الغزو والفترة التي سبقتها. غير أن إجبار الجنود على الذهاب إلى الجبهة كان منحصرًا على الرجال فقط، في حين كلِّفت النساء اللواتي تمتعن بخبرة عسكريَّة بأداء مهام محددة.
احتَّلت أوكرانيا المرتبة 88 من بين 189 دولة بحسب مؤشر اللامساواة بين الجنسين الصادر عن برنامج الأمم المتحدة الإنمائي.